# Каан, Алехандро
Алехандро Каан (исп. Alejandro Kahan, фр. Alexandro Kahan; род. 13 мая 1934, Мехико) — мексиканский дирижёр еврейского происхождения.
Родился в семье иммигрантов из Польши: учёного эстетика Саломона Каана и его жены Элизы, музыкальной журналистки. Брат, Хосе Каан — пианист.
Учился игре на скрипке в Национальной консерватории у Шандора Рота и Йозефа Смиловица, окончил курс в 1952 году. В 1955 году занял третье место на национальном конкурсе скрипачей имени Пау Казальса. Затем отправился для продолжения образования во Францию; утверждается, что его способность к дирижированию обнаружил Игорь Маркевич. До 1966 г. изучал дирижирование под руководством Нади Буланже. В 1971 году принял участие в Безансонском международном конкурсе молодых дирижёров, был удостоен почётного упоминания (премия в этом году не была присуждена).
В 1972 г. возглавлял Симфонический оркестр Сальвадора; согласно воспоминаниям американского посла Генри Катто, стабилизировал обстановку в коллективе, погасив конфликты, и начал серию бесплатных концертов. В дальнейшем работал преимущественно на родине как приглашённый дирижёр; в 1977 г. успешно гастролировал в Испании.